# Каменский, Евгений Ильич
Евгений Ильич Каменский (род. 2 марта 2004, Москва) — российский хоккеист, нападающий.

## Биография
Занимался в московских школах «Янтарь» (2012—2015), «Спартак» (2015—2019), «Северная звезда» (2020—2021). С 2021 года — в системе ХК «Сочи», в сезонах 2021/22 — 2023/24 играл в команде МХЛ «Капитан» Ступино. В сентябре 2022 года провёл шесть матчей за «Сочи» в КХЛ. С сезона 2023/24 — игрок ХК «Ростов» в ВХЛ.